# (102) Míriam
(102) Míriam es un asteroide perteneciente al cinturón de asteroides descubierto por Christian Heinrich Friedrich Peters desde el observatorio Litchfield de Clinton, Estados Unidos, el 22 de agosto de 1868.
Está nombrado por Míriam, un personaje de la Biblia.

## Características orbitales
Míriam orbita a una distancia media del Sol de 2,66 ua, pudiendo alejarse hasta 3,333 ua. Tiene una inclinación orbital de 5,179° y una excentricidad de 0,253. Emplea 1585 días en completar una órbita alrededor del Sol.